# Catherine Allard
Catherine Allard (Brussel·les, Bèlgica 1960) és una ballarina i coreògrafa belga establerta a Catalunya, actual directora artística de la companyia IT Dansa.

## Biografia
Va néixer el 1960 a la ciutat de Brussel·les, capital de Bèlgica. Interessada de ben jove per la dansa, va estudiar aquest art a la companyia "Mudra", dirigida pel ballarí i coreògraf Maurice Béjart.
L'any 2001 fou guardonada amb el Premi Nacional de Dansa, premi concedit per la Generalitat de Catalunya.

## Carrera artística
El 1980 entrà a formar part de la companyia jove del "Nederlans Dans Theatre", esdevenint l'any 1982 membre de la companyia gran, on coneixerà Nacho Duato i que es convertirà amb la seva parella artística. L'any 1990 entrà a formar part de la "Compañía Nacional de Danza" amb seu a Madrid, de la qual Duato en fou el seu director, esdevenint la seva ballarina principal.
Inicià les seva tasca de coreògrafa l'any 1995 durant la seva estada a Madrid. L'any 1996, però, abandonà la companyia per esdevenir directora artística d'"IT Dansa", la companyia de dansa de l'Institut del Teatre de Barcelona. Des d'aquesta posició ha reclamat contínuament l'establiment d'una companyia pública de dansa a Catalunya